# Ángel Téllez
Ángel Téllez Gómez Marcote conocido como Ángel Téllez en los carteles (Mora, Toledo, 6 de junio de 1998) es un torero español.

## Carrera profesional
El 15 de febrero de 2015 se vistió por primera vez de luces en Magescq (Francia). Debutó con picadores el 27 de mayo de 2017 en el Puerto de Santa María con una novillada de Fuente Ymbro junto a Alejandro Morilla y David de Miranda en una corrida de toros mixta. Este año participó en dieciséis festejos. Debutó con picadores en el Puerto de Santa María para también torear en Algemesí, Zaragoza y Valencia. El 8 de abril de 2018 se presentó en Las Ventas como novillero con picadores, con novillos de la ganadería de Fuente Ymbro compartiendo cartel con Jorge Isiegas y Carlos Ochoa. En 2018 participa en treinta y un festejos como novillero, toreando en Valdemorillo, en Fallas cortando una oreja, en Las Ventas con toreos de Guadajira, Lozoya, Nimes y La Mestranza, En 2019 toreó como novillero en San Javier, Valencia y Las Ventas.
Tomó la alternativa el día 7 de abril de 2019 en Guadalajara teniendo de padrino a Morante de la Puebla y de testigo a El Juli con toros de Domingo Hernández y Garcigrande, cortando un total de tres orejas y saliendo por la puerta grande. Confirmó alternativa en San Isidro el 23 de mayo de 2019 en Las Ventas con toros de Jandilla teniendo de padrino a Sebastián Castella y de testigo a Emilio de Justo. Ese año además corta cuatro orejas en Toledo y cuatro orejas y un rabo en Mora. Toreó dos tardes en verano en Las Ventas y participó en otros festejos como Burgo de Osma o Majadahonda. En 2021 toreó en Bargas, Valdetorres del Jarama o Añover.
En 2022 toreó dos veces en Las Ventas. El 27 de mayo, sustituyendo a Emilio de Justo, salió por la puerta grande de Las Ventas en una corrida de toros de Victoriano del Río en un cartel junto a Diego Urdiales y Talavante. Tomó la alternativa en Francia toreando en Mont de Marsan y toreó también en Bayona, donde recibió el premio Ciudad de Bayona-Sud Ouest al triunfador de San Isidro 2022.